# بین (فیلم)
بین (به انگلیسی: Bean) (همچنین شناخته شده با عنوان بین: نهایت فاجعه (Bean: The Ultimate Disaster Movie) و بین: فیلم (Bean: The Movie) یک فیلم کمدی بریتانیایی محصول سال ۱۹۹۷ به کارگردانی مل اسمیت و نویسندگی ریچارد کرتیس و رابین دریسکول است. این فیلم برگرفته از مجموعه مستر بین است که توسط روآن اتکینسون و کرتیس ساخته شده‌است. اتکینسون نقش اصلی و پیتر مک‌نیکول، پاملا رید، هریس یولین، ساندرا اوه و برت رینولدز نقش‌های مکمل این فیلم هستند. در این فیلم، بین به‌عنوان یک نگهبان امنیتی در نگارخانه ملی در لندن کار می‌کند تا قبل از اینکه برای صحبت دربارهٔ رونمایی از نقاشی جیمز ابوت مک‌نیل ویسلر در سال ۱۸۷۱، مادر ویسلر به آمریکا فرستاده شود.
این فیلم توسط گرامرسی پیکچرز، ورکینگ تایتل فیلمز و تایگر اسپکت فیلمز تهیه شده‌است، این فیلم در ۲ اوت ۱۹۹۷ در بریتانیا و ۷ نوامبر ۱۹۹۷ در آمریکا توسط پلی‌گرم انترتینمنت و یونیورسال پیکچرز اکران شد. این فیلم نقدهای متفاوتی از سوی منتقدان دریافت کرد اما موفقیتی تجاری داشت و در مقابل بودجه ۱۸ میلیون دلاری، ۲۵۱/۲ میلیون در سراسر جهان فروخته شد. دنباله مستقل آن، تعطیلات مستربین، در سال ۲۰۰۷ اکران شد.

## داستان

تابلوی مادر ویسلر در موزه.

مستر بین یک نگهبان امنیتی حواس‌پرت در نگارخانه ملی لندن است و هیچ‌کدام از همکارانش از او خوششان نمی‌آید و به فکر اخراج او هستند. اما به دلیل علاقه رئیس به مستر بین او در مأموریتی به گالری گریرسون در کالیفرنیا فرستاده می‌شود تا در مورد پرده‌برداری از نقاشی مادر ویسلر سخنرانی کند.
از طرف دیگر مردی به نام دیوید که مسئول رونمایی از تابلو است، طبق صحبت‌های رئیس نگارخانه ملی لندن، فکر می‌کند مستر بین یک دکتر است و او را به خانه اش دعوت می‌کند تا پیش او و همسر و پسر و دخترش باشد. پس از خراب‌کاری‌هایی که از بین سر می‌زند، دیوید متوجه می‌شود که بین واقعاً یک دکتر نیست. همسر دیوید که از کارهای عجیب مستر بین خسته شده‌است، به همراه دختر و پسرش خانه را ترک می‌کند و بین و دیوید کل آخر هفته را باهم می‌مانند. تابلو به کالیفرنیا می‌رسد و از بین و دیوید دعوت می‌شود تا به‌طور ویژه آن را ببینند. دیوید به یک جلسه می‌رود و بین با تابلو تنها می‌شود. بین اشتباهاً روی تابلو عطسه می‌کند و وقتی می‌خواهد آن را تمیز کند، رنگ بخشی از نقاشی، به‌طور کامل از بین می‌رود. دیوید متوجه قضیه می‌شود و چون مسئولیت کارهای بین را برعهده گرفته، نگران اخراج شدن است. یک شب قبل از رونمایی تابلو است؛ بین فکری به سرش می‌رسد و شبانه، مخفیانه یک پوستر را جایگزین تابلوی خراب شده می‌کند و روز بعد که از تابلو رونمایی می‌شود، دیوید از اینکه مردم، تابلوی خراب شده را ندیدند و خودش اخراج نمی‌شود، خوشحال است. بین سخنرانی بی معنا، اما تأثیرگذاری انجام می‌دهد و بعد از سخنرانی، دیوید و بین متوجه می‌شوند که دختر دیوید تصادف کرده و به بیمارستان می‌روند. آنجا، پرستاران، بین را با دکتر اشتباه می‌گیرند و از او می‌خواهند که دختر دیوید را درمان کند. بین جنیفر (دختر دیوید) را درمان می‌کند و وقتی دیوید و همسرش می‌فهمند که بین دخترشان را درمان کرده، تا یک هفته دیگر، او را در خانه شان نگه می‌دارند و بعد بین به انگلستان برمی گردد و تابلوی واقعی مادر ویسلر (خراب شده) را پیش خودش نگه می‌دارد.

## بازیگران
- روآن اتکینسون در نقش مستر بین
- پیتر مک‌نیکول در نقش دیوید لنگلی
- جان میلز در نقش رئیس
- پاملا رید در نقش آلیسون لنگلی
- هریس یولین در نقش جورج گریرسون
- بارت رینولدز در نقش ژنرال نیوتن
- ریچارد گنت در نقش ستوان بروتوس
- لری دریک در نقش المر
- ساندرا اوه در نقش برنیس شیمل
- دنی گلدرینگ در نقش نگهبان باک
- جانی گالکی در نقش استینگو ویلی
- کریس الیس در نقش کارآگاه باتلر
- اندرو لارنس در نقش کوین لنگلی
- پیتر ایگن در نقش لرد والتون
- جون براون در نقش دلیله
- پیتر جمیز در نقش دکتر روزنبلوم
- تریشا وسی در نقش جنیفر لنگلی
- تام مک‌گوان در نقش والتر هانتلی

## تولید
در نوامبر ۱۹۹۱، یک سال پس از پخش مجموعه اصلی، ورایتی اعلام کرد که فاکس قرن بیستم درحال تولید یک فیلم با اقتباس از مستر بین با همکاری شرکت سازنده مجموعه، تلویزیون تایگر می‌باشد، پس از اینکه این استودیو دو طرح از این مجموعه به نام‌های مستر بین امتحان می‌دهد و مستر بین به یک نمایش برتر می‌رود را به فیلم‌های کوتاه بازسازی کرد.